# Хюлет-Пакард Глоубъл Деливъри България Сентър
„Хюлет-Пакард Глоубъл Деливъри България Сентър“ ЕООД е българско предприятие за услуги в областта на информационните технологии (ИТ) със седалище в София, част от американската група „Хюлет Пакард Ентърпрайз“.
Създадено е през 2005 година и предоставя услуги за управление и поддръжка на ИТ инфраструктура, главно в Европа (към 2022 година най-големите пазари са Швейцария, Германия и Финландия). За известно време е най-голямото предприятие за ИТ аутсорсинг в България. През 2016 година голяма част от дейността му е отделена в самостоятелно предприятие – „Ентърпрайз Сървисис България“, част от новообразуваната група за бизнес услуги „Ди Екс Си Текнолъджи“. Към 2022 година има приходи за 122 милиона лева и печалба от 9,61 милиона лева.